# 1879 en musique classique
| \| • Retour à la chronologie générale de la musique classique • \| |
| Grèce • Rome • Haut Moyen Âge • VIIIe siècle • IXe siècle • Xe siècle • XIe siècle XIIe siècle • XIIIe siècle • XIVe siècle • XVe siècle • XVIe siècle • XVIIe siècle XVIIIe siècle • XIXe siècle • XXe siècle • XXIe siècle |
| • Retour à la chronologie générale de la musique classique • |

| Années en musique classique : 1876 - 1877 - 1878 - 1879 - 1880 - 1881 - 1882    |
| Décennies en musique classique : 1840 - 1850 - 1860 - 1870 - 1880 - 1890 - 1900 |

## Événements
- 8 février : Étienne Marcel, opéra de Camille Saint-Saëns, créé à Lyon.
- 20 février : Les Béatitudes, oratorio de César Franck, créé en version réduite chez le compositeur.
- 25 mars : la Symphonie n°5, en fa majeur opus 76 d'Antonin Dvořak est créée à Prague.
- 29 mars : Eugène Onéguine, opéra de Piotr Ilitch Tchaïkovski, créé au Petit Théâtre du Collège impérial de musique (Théâtre Maly), à Moscou.
- 16 mai : la Suite tchèque en ré majeur opus 39 d'Antonín Dvořák, créée à Prague sous la direction d'Adolf Čech.
- 29 juillet :  le Quatuor à cordes no 10 en mi bémol majeur d'Antonín Dvořák , créé à Berlin par les membres du quatuor Joachim.
- 16 octobre : la Rapsodie norvégienne d'Édouard Lalo, créée aux Concerts Colonne.
- 9 novembre : le Sextuor à cordes d'Antonín Dvořák , créé à Berlin par les membres du quatuor Joachim.
- 13 décembre : La Fille du tambour-major, opéra-comique de Jacques Offenbach, créé aux Folies-Dramatiques, Paris.
- 31 décembre : The Pirates of Penzance, opéra-comique d'Arthur Sullivan, créé à New York.

Date indéterminée
- César Franck termine son oratorio Les Béatitudes (création en 1893).
- la Symphonie no 1 en si bémol majeur de Charles Villiers Stanford, créée au Crystal Palace à Londres.

## Naissances

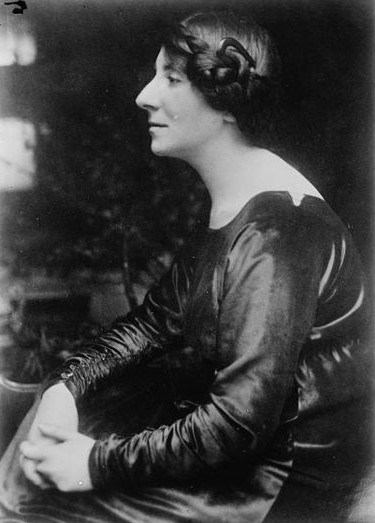
Wanda Landowska

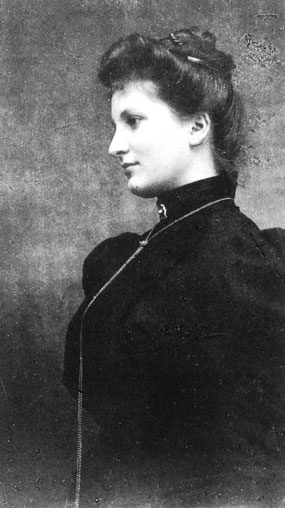
Alma Mahler

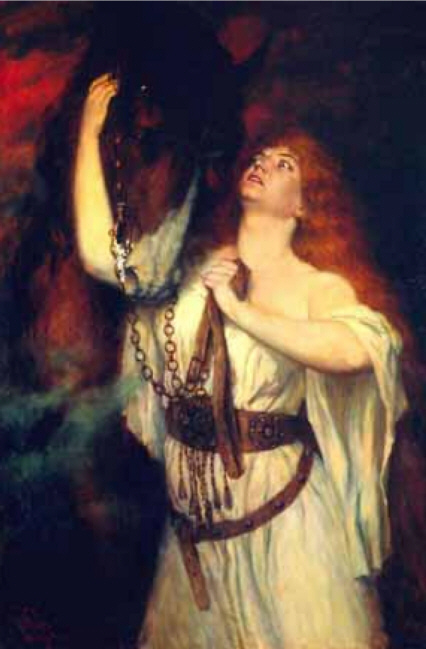
Alice Guszalewicz

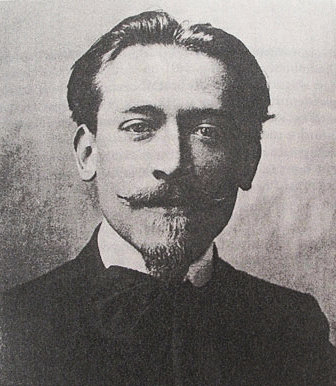
Joseph Canteloube

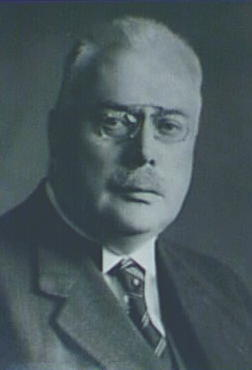
Otto Olsson

- 18 janvier : František Stupka, chef d'orchestre, violoniste et pédagogue tchèque († 24 novembre 1965).
- 29 janvier : Jeanne Hatto, chanteuse d'opéra mezzo-soprano († 26 février 1958).
- 5 février : Gustav Brecher, compositeur, chef d'orchestre et musicologue allemand († 15 mai 1940).
- 9 février : Natanael Berg, compositeur suédois († 14 octobre 1957).
- 11 février : Jean Gilbert, compositeur et chef d'orchestre allemand († 20 décembre 1942).
- 13 février :
  - Johannes Carl Paulsen, violoniste, chef d'orchestre et pédagogue allemand († 17 novembre 1945).
  - Louis Thirion, compositeur français († 4 juillet 1966).
- 25 février : Otakar Ostrčil, compositeur et chef d'orchestre tchèque († 20 août 1935).
- 26 février : Franck Bridge, compositeur et altiste britannique († 10 janvier 1941).
- 19 mars : Joseph Haas, compositeur et pédagogue allemand († 30 mars 1960).
- 21 mars : Josip Hatze, compositeur et chef d'orchestre croate († 30 janvier 1959).
- 25 mars : Otakar Zich, compositeur tchèque († 9 juillet 1934).
- 30 mars : Lucy Isnardon, chanteuse d'opéra française, soprano († ?).
- 4 avril : Gabriel Grovlez, compositeur et chef d'orchestre français († 20 octobre 1944).
- 6 avril : Paul Bastide, chef d'orchestre et compositeur français († 18 août 1962).
- 29 avril : Thomas Beecham, chef d'orchestre britannique († 8 mars 1961).
- 22 mai :
  - Jean Cras, officier de marine et compositeur français († 14 septembre 1932).
  - Eastwood Lane, compositeur américain († 22 janvier 1951).
- 24 mai : Suzanne Cesbron-Viseur, cantatrice et professeur de chant française († 23 août 1967).
- 5 juin :
  - Marcel Tournier, harpiste français († 18 mai 1951).
  - Adolf Wiklund, compositeur et chef d'orchestre suédois († 2 avril 1950).
- 9 juin : Oskar Back, violoniste et pédagogue néerlandais d'origine autrichienne († 3 janvier 1963).
- 13 juin : René Doire, chef d'orchestre et compositeur français († 9 juillet 1959).
- 30 juin : Nannie Louise Wright, compositrice, pianiste et pédagogue américaine († 16 mars 1958).
- 5 juillet :
  - Volkmar Andreae, compositeur et chef d’orchestre suisse († 19 juin 1962).
  - Philippe Gaubert, chef d’orchestre, flûtiste et compositeur français († 8 juillet 1941).
  - Wanda Landowska, pianiste et claveciniste polonaise († 16 août 1959).
- 9 juillet : Ottorino Respighi, compositeur, musicologue et chef d'orchestre italien († 18 avril 1936).
- 25 juillet : Severin Eisenberger, pianiste polonais († 11 décembre 1945).
- 13 août : John Ireland, compositeur anglais († 12 juin 1962).
- 15 août : Marie-Louise Debogis, pianiste et soprano suisse († 8 janvier 1950).
- 23 août : Alfrēds Kalniņš, compositeur et chef d’orchestre letton († 23 décembre 1951).
- 24 août : Rentarō Taki, pianiste et compositeur japonais († 29 juin 1903).
- 31 août : Alma Mahler, épouse de Gustav Mahler, de Walter Gropius et de Franz Werfel († 11 décembre 1964).
- 1er septembre : Bruno Granichstaedten, compositeur autrichien († 30 mai 1944).
- 5 septembre : Rhené-Baton, chef d'orchestre et compositeur français († 23 septembre 1940).
- 21 septembre : Alice Guszalewicz, soprano hongroise († 26 octobre 1940).
- 25 septembre : Étienne Billot, artiste lyrique français († 28 octobre 1962).
- 26 septembre : Claude Guillon-Verne, compositeur français († février 1956).
- 27 septembre : Cyril Scott, compositeur, poète, écrivain et philosophe anglais († 31 décembre 1970).
- 28 septembre : Robert Pitrou, musicographe et germaniste français († 1er juin 1963).
- 29 septembre : Joaquín Nin, pianiste et compositeur cubain († 24 octobre 1949).
- 30 septembre : Henri Casadesus, compositeur et chef d'orchestre français († 31 mai 1947).
- 18 octobre : Grzegorz Fitelberg, violoniste, compositeur et chef d'orchestre polonais († 10 juin 1953).
- 21 octobre : Joseph Canteloube, pianiste, compositeur et musicologue français († 4 novembre 1957).
- 25 octobre : Jean Rogister, altiste et compositeur belge († 20 mars 1964).
- 29 octobre : Paul Knepler, librettiste, compositeur et éditeur autrichien († 17 décembre 1967).
- 13 novembre : 
  - Maurice Delage, compositeur français († 19 septembre 1961).
  - Henri Miro,  compositeur/arrangeur, chef d’orchestre, pianiste et critique musical canadien († 19 juillet 1950).
- 27 novembre :
  - Johanna Senfter, compositrice allemande († 11 août 1961).
  - Adam Tadeusz Wieniawski, pédagogue et compositeur polonais († 21 avril 1950).
- 29 novembre : Jacob Gade, violoniste et compositeur danois († 20 février 1963).
- 4 décembre : Hamilton Harty, compositeur, chef d'orchestre et pianiste-accompagnateur britannique († 19 février 1941).
- 12 décembre : Percy Fletcher, compositeur britannique († 10 septembre 1932).
- 19 décembre :
  - Otto Olsson, compositeur et organiste suédois († 1er septembre 1964).
  - Louis Vuillemin, compositeur, musicologue et chef d'orchestre français († 2 avril 1929).
- 26 décembre :
  - Armen Tigranian, compositeur et chef d'orchestre arménien († 10 février 1950).
  - Julius Weismann, compositeur allemand († 22 décembre 1950).
- 31 décembre : Geneviève Vix, soprano française († 25 août 1939).

Date indéterminée
- Etelka Freund, pianiste hongroise († 27 mai 1977).

## Décès

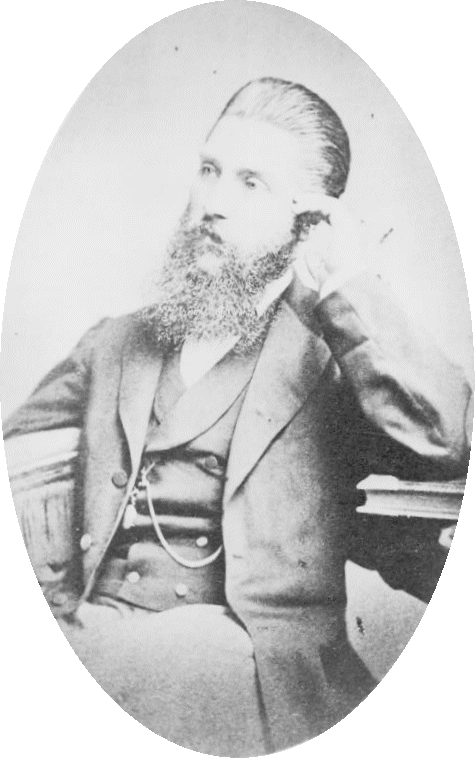
Adolf Jensen

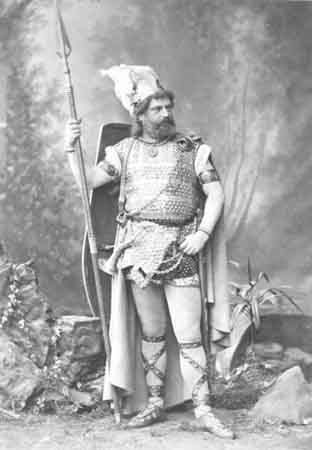
Georg Unger

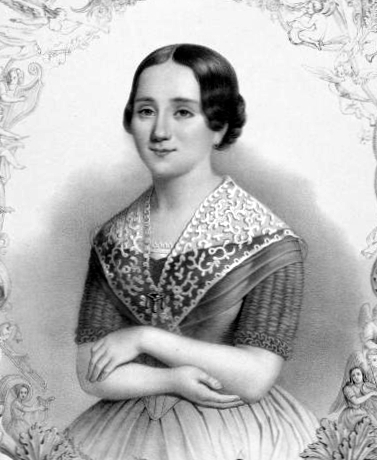
Henriette Nissen-Saloman

- 16 janvier : Lorenzo Salvi, chanteur italien d'opéra, ténor (° 4 mai 1810).
- 23 janvier : Adolf Jensen, compositeur et pianiste (° 12 janvier 1837).
- 2 février : Georg Unger, ténor allemand (° 6 mars 1837).
- 14 février : Jean-Jacques-Joseph Debillemont, compositeur et chef d'orchestre français (° 12 décembre 1824).
- 24 février : Paul Bernard, pianiste, compositeur et critique musical français (° 4 octobre 1825).
- 9 mars : Apollon Barret, hautboïste compositeur et facteur français de hautbois (° 15 novembre 1804).
- 30 mars : Teodoro Cottrau, compositeur italien et poète (° 7 décembre 1827).
- 5 avril : Bartolomeo Merelli, directeur de théâtre et librettiste italien (° 19 mai 1794).
- 8 avril : Nikolaï Zaremba, théoricien de musique et compositeur russe (° 12 juin 1821).
- 9 avril : Ernst Friedrich Richter, théoricien, organiste, pédagogue et compositeur allemand (° 24 octobre 1808).
- 23 avril : Adolf Jensen, compositeur et pianiste (° 12 janvier 1837).
- 6 juillet : Henry Thomas Smart, organiste et compositeur anglais (° 26 octobre 1813).
- 16 juillet : Auguste Barbereau, violoniste, compositeur, chef d'orchestre, théoricien français (° 14 novembre 1799).
- 1er août : Alphonse Thys, compositeur français (° 8 mars 1807).
- 4 août : Adelaide Kemble, cantatrice anglaise (° 1814).
- 5 août : Zechariah Buck, organiste anglais (° 9 septembre 1798).
- 14 août : Claude-Marie-Mécène Marié de L'Isle, musicien et chanteur d'opéra français (° 22 mai 1811).
- 17 août : Henriette Nissen-Saloman, cantatrice suédoise, mezzo-soprano (° 12 mars 1819).
- 22 août : Friedrich August Kummer, violoncelliste, pédagogue et compositeur allemand (° 5 août 1797).
- 12 septembre : 
  - Peter Heise, compositeur et organiste danois (° 11 février 1830).
  - Gustave-Hippolyte Roger, ténor français (° 17 décembre 1815).
- 31 octobre : Fanny Arthur Robinson, pianiste, professeur de musique et compositrice irlandaise (° septembre)
- 11 novembre : Louis Désiré Besozzi, compositeur français (° 3 avril 1814).
- 26 novembre : Charles Spackmann Barker, facteur d'orgue anglais (° 10 octobre 1804).
- 18 décembre : Heinrich Proch, compositeur, musicien et professeur autrichien (° 22 juillet 1809).

Date indéterminée
- Ferdinand Lemaire, librettiste (° 1832).